# Tetracheilostoma
Tetracheilostoma es un género de serpientes de la familia Leptotyphlopidae. Las especies de este género se distribuyen por las Antillas Menores. Estas serpientes son de muy pequeño tamaño, y se considera que Tetracheilostoma carlae es la serpiente más pequeña del mundo.

## Especies
Se reconocen las siguientes tres especies:
- Tetracheilostoma bilineatum (Schlegel, 1839) Martinica, Santa Lucía y Barbados.
- Tetracheilostoma breuili (Hedges, 2008) - Santa Lucía.
- Tetracheilostoma carlae (Hedges, 2008) - Barbados.